# 満月〜rhythm〜
『満月〜rhythm〜』（まんげつ・リズム）は、宇徳敬子の3作目のオリジナル・アルバム。1998年8月26日にZAIN RECORDSから発売された。

## 内容
前作『氷』から1年10か月ぶりのアルバム。2作連続で宇徳が全曲の作詞・作曲・コーラスアレンジを手がけた。既発シングル「光と影のロマン」(アルバム・バージョン) 「満ち潮の満月」「風のように自由 〜free as the wind〜」(アルバム・バージョン) を収録。M-1「Don't forget me」はM-2「ふたりのseason」とのカップリングで12thシングルとして同時発売された。
前作に続き、中島正雄がプロデュースおよびギターで参加している。

## 販促キャンペーン
CD発売時の告知CMとしては異例の、1分間バージョンのCMが放送された。「Don't forget me」「ふたりのSeason」「二人のために未来のために」「Hideaway-逃亡者-」「満ち潮の満月」「風のように自由 〜free as the wind〜」「Love」の順でクリップが流れた。
発売当時、新星堂でのアルバム購入者限定で、アルバム全収録曲をリミックスした「満月〜MEGA-MIX〜」のビデオクリップを収録したVHS「満月〜FILM MEGA-MIX〜」が入手できた。

## ミュージック・ビデオ
「二人のために未来のために」は、アルバム発売時にレコーディングの様子を収録したミュージック・ビデオが公開されており、当時の「NO.」や「CD NEWS」で「満月〜rhythm〜」の全曲紹介やアルバム収録曲紹介の映像として放送された。

## アートワーク
CDケースには、月の満ち欠けを示すカレンダーが封入されている。
CDの盤の色はオレンジ色となっている。理由は宇徳が東京の月を初めて見た時、故郷では見た事がないオレンジがかった色をしていた事が印象的だったため、CDの色をオレンジにしたと、当時の「CD NEWS」のナレーターの鈴木聖子がエピソードとして明かしている。

## 収録曲

### CD
| 全作詞・作曲: 宇徳敬子（+コーラス・アレンジ）。 |                                                        |                                 |                                 |            |      |
| #                                               | タイトル                                               | 作詞                            | 作曲・編曲                      | 編曲       | 時間 |
| 1.                                              | 「Don't forget me」                                    | 宇徳敬子（+コーラス・アレンジ） | 宇徳敬子（+コーラス・アレンジ） | -          | 2:34 |
| 2.                                              | 「ふたりのseason」                                     | 宇徳敬子（+コーラス・アレンジ） | 宇徳敬子（+コーラス・アレンジ） | 寺島良一   | 4:38 |
| 3.                                              | 「Higher 〜青い空ねぇ〜」                              | 宇徳敬子（+コーラス・アレンジ） | 宇徳敬子（+コーラス・アレンジ） | 寺島良一   | 4:06 |
| 4.                                              | 「Are you kidding」                                    | 宇徳敬子（+コーラス・アレンジ） | 宇徳敬子（+コーラス・アレンジ） | 徳永暁人   | 3:47 |
| 5.                                              | 「二人のために未来のために」                           | 宇徳敬子（+コーラス・アレンジ） | 宇徳敬子（+コーラス・アレンジ） | 池田大介   | 4:33 |
| 6.                                              | 「Hideaway -逃亡者-」                                  | 宇徳敬子（+コーラス・アレンジ） | 宇徳敬子（+コーラス・アレンジ） | 寺島良一   | 4:47 |
| 7.                                              | 「満ち潮の満月」                                       | 宇徳敬子（+コーラス・アレンジ） | 宇徳敬子（+コーラス・アレンジ） | 池田大介   | 4:51 |
| 8.                                              | 「光と影のロマン」(Album Version)                      | 宇徳敬子（+コーラス・アレンジ） | 宇徳敬子（+コーラス・アレンジ） | 池田大介   | 5:22 |
| 9.                                              | 「忘れな草」                                           | 宇徳敬子（+コーラス・アレンジ） | 宇徳敬子（+コーラス・アレンジ） | -          | 1:46 |
| 10.                                             | 「風のように自由 〜free as the wind〜」(Album Version) | 宇徳敬子（+コーラス・アレンジ） | 宇徳敬子（+コーラス・アレンジ） | UK Project | 5:17 |
| 11.                                             | 「Change your life」                                   | 宇徳敬子（+コーラス・アレンジ） | 宇徳敬子（+コーラス・アレンジ） | 徳永暁人   | 4:29 |
| 12.                                             | 「遥かなる道」                                         | 宇徳敬子（+コーラス・アレンジ） | 宇徳敬子（+コーラス・アレンジ） | 池田大介   | 4:40 |
| 13.                                             | 「Love」                                               | 宇徳敬子（+コーラス・アレンジ） | 宇徳敬子（+コーラス・アレンジ） | 寺島良一   | 1:43 |
| 合計時間:                                       | 合計時間:                                              | 合計時間:                       | 52:33                           |            |      |

### 備考
1. Don't forget me
本作と同時発売された12枚目のシングル表題曲。
2. ふたりのseason
「Don't forget me」のカップリング曲。
3. Higher 〜青い空ねぇ〜
4. Are you kidding
5. 二人のために未来のために
6. Hideaway -逃亡者-
7. 満ち潮の満月
10枚目のシングル表題曲。
8. 光と影のロマン（Album Version）
9枚目のシングル表題曲のアルバム・バージョン。
9. 忘れな草
ほぼ全編アカペラで制作された。周華健がのちにカバーしている。
10. 風のように自由 〜free as the wind〜（Album Version）
11枚目のシングル表題曲のアルバム・バージョン。
11. Change your life
12. 遥かなる道
13. Love

## 参加ミュージシャン
- 寺尾広 - ピアノ・オルガン (1)
- 小野塚晃 from DIMENSION - ピアノ・オルガン (2,4,13)
- 増崎孝司 form DIMENSION - ギター (2,4,5,7,8,10,11,12,13)
- 中島正雄 - ギター (8,10)
- 渡辺直樹 - ベース (8)